# Débora Cristiane de Oliveira
Débora Cristiane de Oliveira, conosciuta semplicemente come Débinha (Brazópolis, 20 ottobre 1991), è una calciatrice brasiliana, attaccante del Kansas City Current e della nazionale brasiliana.

## Carriera

### Club
Débora Cristiane de Oliveira inizia la sua carriera tesserandosi con il Lorena a soli 15 anni, rimanendo due stagioni prima di trasferirsi al Mato Grosso do Sul/Saad, con sede a São Caetano do Sul, nello stato federato di San Paolo, l'anno prima vincitore della Copa do Brasil. Ancora due stagioni e decide di trasferirsi al Portuguesa di San Paolo, dove rimane una stagione, e nell'inverno 2010 tesserandosi con il Foz Cataratas di Foz do Iguaçu, nel Paraná, formazione con la quale vince il suo primo titolo nazionale, la Copa do Brasil.

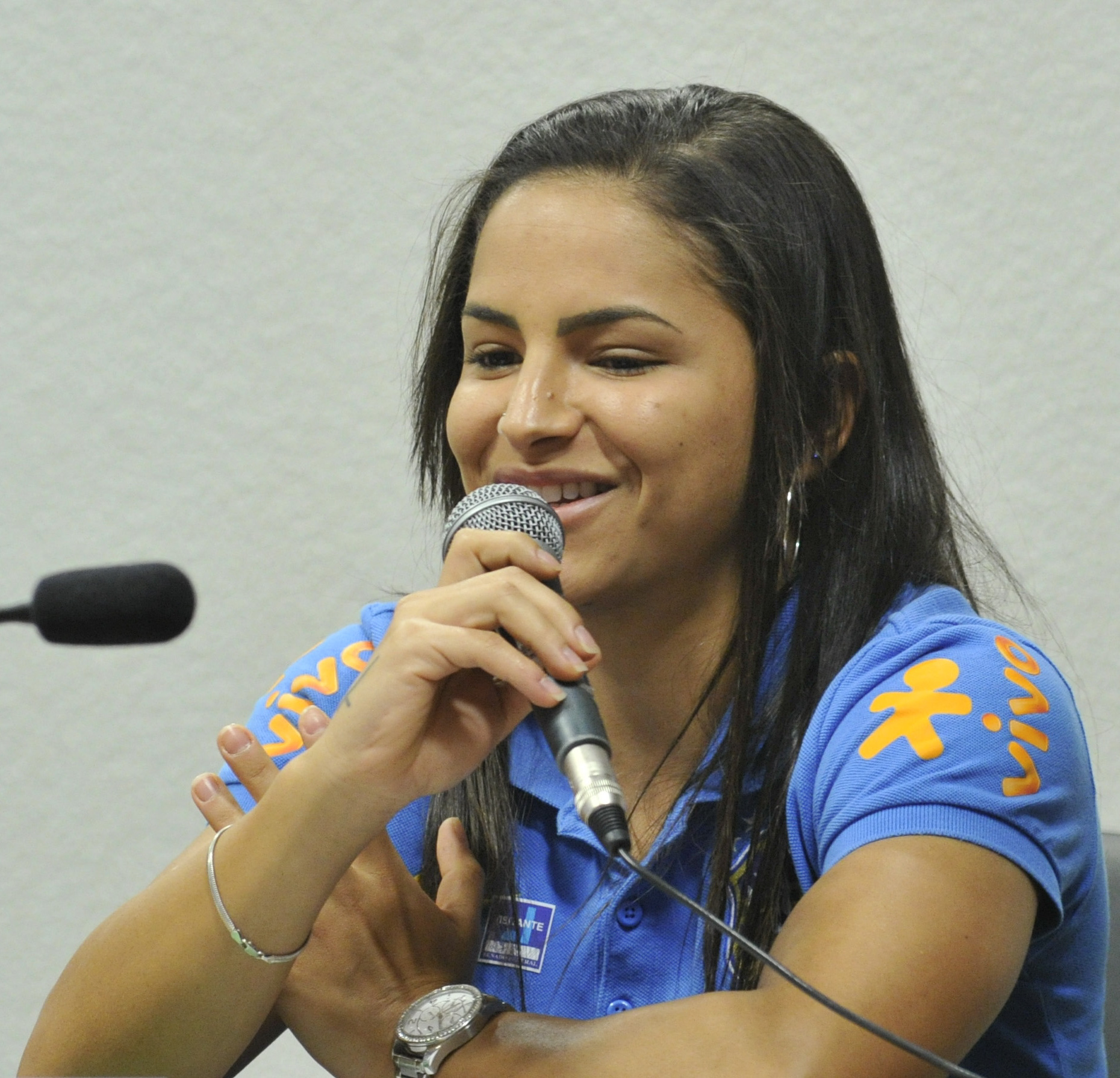
Debinha (2015)

Già nel corso del 2011 si trasferisce al Centro Olímpico tornando a giocare a San Paolo, formazione con cui rimane fino all'agosto 2013 prima di decidere di cogliere l'occasione, assieme alla connazionale Rosana, per giocare per la prima volta in un campionato estero, quello norvegese, datole dal Avaldsnes neopromosso alla Toppserien, il livello di vertice del campionato nazionale, chiedendo alla società di essere citata come Debinha.
Alla fine del campionato 2014, dove con 20 reti siglate si laurea capocannoniere del torneo, tra novembre e dicembre viene brevemente ceduta in prestito insieme con Rosana al São José nel tentativo di conquistare le edizioni di quell'anno della Copa Libertadores Femenina e dell'International Women's Club Championship, ritornando in Norvegia all'inizio del 2015 rimanendo vittima di un grave infortunio al legamento crociato all'inizio della stagione che la costringerà a un lungo periodo di riabilitazione.
Nel 2016 decide di trasferirsi in Cina accettando la proposta del Dalian Quanjian dove ritrova la connazionale Fabiana da Silva Simões (Fabiana).
Nel 2017 passa alle statunitensi del North Carolina Courage per giocare in National Women's Soccer League (NWSL).

### Nazionale
Débora de Oliveira viene chiamata dalla Federazione calcistica del Brasile (Confederação Brasileira de Futebol - CBF) per vestire la maglia della nazionale Under-20 inserita nella rosa della squadra impegnata nella fase finale del Campionato mondiale di Germania 2010.
Grazie alle prestazioni offerte, dal 2011 viene convocata con la nazionale maggiore, per disputare il torneo di calcio femminile ai XVI Giochi panamericani, contribuendo a raggiungere la finale del 27 ottobre persa ai rigori con le avversarie del Canada dopo che i tempi regolamentari avevano fissato il risultato sul 1-1; suo l'ultimo rigore eseguito, parato dal portiere Rachelle Beanlands, che consegna il trofeo alle avversarie.
Nel 2012 viene inoltre inserita in rosa nella nazionale olimpica che rappresenta Il Brasile nel torneo di calcio femminile ai Giochi della XXX Olimpiade di Londra 2012.
Nel dicembre 2013 Debinha segna la doppietta con cui il Brasile si impone per 3-1 sulle avversarie della Scozia all'edizione 2013 del Torneio Internacional de Brasília de Futebol Feminino.
Nel 2016 viene nuovamente inserita in rosa nella nazionale olimpica che rappresenta il Brasile nel torneo di calcio femminile ai Giochi della XXXI Olimpiade di Rio 2016.

## Statistiche

### Cronologia presenze e reti in nazionale
| Cronologia completa delle presenze e delle reti in nazionale ― Brasile | Cronologia completa delle presenze e delle reti in nazionale ― Brasile | Cronologia completa delle presenze e delle reti in nazionale ― Brasile | Cronologia completa delle presenze e delle reti in nazionale ― Brasile | Cronologia completa delle presenze e delle reti in nazionale ― Brasile | Cronologia completa delle presenze e delle reti in nazionale ― Brasile | Cronologia completa delle presenze e delle reti in nazionale ― Brasile | Cronologia completa delle presenze e delle reti in nazionale ― Brasile |
| Data                                                                   | Città                                                                  | In casa                                                                | Risultato                                                              | Ospiti                                                                 | Competizione                                                           | Reti                                                                   | Note                                                                   |
| ---------------------------------------------------------------------- | ---------------------------------------------------------------------- | ---------------------------------------------------------------------- | ---------------------------------------------------------------------- | ---------------------------------------------------------------------- | ---------------------------------------------------------------------- | ---------------------------------------------------------------------- | ---------------------------------------------------------------------- |
| 21-7-2021                                                              | Tokyo                                                                  | Cina                                                                   | 0 – 5                                                                  | Brasile                                                                | Olimpiadi 2020 - 1º turno                                              | 1                                                                      |                                                                        |
| 24-7-2021                                                              | Rifu                                                                   | Paesi Bassi                                                            | 3 – 3                                                                  | Brasile                                                                | Olimpiadi 2020 - 1º turno                                              | 1                                                                      |                                                                        |
| 27-7-2021                                                              | Saitama                                                                | Brasile                                                                | 1 – 0                                                                  | Zambia                                                                 | Olimpiadi 2020 - 1º turno                                              | -                                                                      | 81’                                                                    |
| 30-7-2021                                                              | Saitama                                                                | Canada                                                                 | 0 – 0 (4 - 3 dtr)                                                      | Brasile                                                                | Olimpiadi 2020 - Quarti di finale                                      | -                                                                      |                                                                        |
| 17-9-2021                                                              | Campina Grande                                                         | Brasile                                                                | 3 – 1                                                                  | Colombia                                                               | Amichevole                                                             | 1                                                                      | 63’                                                                    |
| 20-9-2021                                                              | João Pessoa                                                            | Brasile                                                                | 4 – 1                                                                  | Argentina                                                              | Amichevole                                                             | 1                                                                      | 62’                                                                    |
| 26-10-2021                                                             | Sydney                                                                 | Australia                                                              | 2 – 2                                                                  | Brasile                                                                | Amichevole                                                             | 1                                                                      | 88’                                                                    |
| 16-2-2022                                                              | Caen                                                                   | Brasile                                                                | 1 – 1                                                                  | Paesi Bassi                                                            | Amichevole                                                             | -                                                                      | 46’                                                                    |
| 19-2-2022                                                              | Caen                                                                   | Francia                                                                | 2 – 1                                                                  | Brasile                                                                | Amichevole                                                             | -                                                                      | 46’ 62’                                                                |
| 23-2-2022                                                              | Caen                                                                   | Brasile                                                                | 0 – 0                                                                  | Finlandia                                                              | Amichevole                                                             | -                                                                      | 83’                                                                    |
| 7-4-2022                                                               | Alicante                                                               | Spagna                                                                 | 1 – 1                                                                  | Brasile                                                                | Amichevole                                                             | -                                                                      | 67’                                                                    |
| 11-4-2022                                                              | Manaus                                                                 | Brasile                                                                | 3 – 1                                                                  | Ungheria                                                               | Amichevole                                                             | -                                                                      | 66’                                                                    |
| 24-6-2022                                                              | Viborg                                                                 | Danimarca                                                              | 2 – 1                                                                  | Brasile                                                                | Amichevole                                                             | 1                                                                      |                                                                        |
| 28-6-2022                                                              | Solna                                                                  | Svezia                                                                 | 3 – 1                                                                  | Brasile                                                                | Amichevole                                                             | 1                                                                      | 60’                                                                    |
| 10-7-2022                                                              | Armenia                                                                | Brasile                                                                | 4 – 0                                                                  | Argentina                                                              | Coppa America 2022 - 1º turno                                          | 1                                                                      | 81’                                                                    |
| 12-7-2022                                                              | Armenia                                                                | Uruguay                                                                | 0 – 3                                                                  | Brasile                                                                | Coppa America 2022 - 1º turno                                          | 1                                                                      | 58’                                                                    |
| 18-7-2022                                                              | Armenia                                                                | Venezuela                                                              | 0 – 4                                                                  | Brasile                                                                | Coppa America 2022 - 1º turno                                          | 2                                                                      |                                                                        |
| 22-7-2022                                                              | Cali                                                                   | Brasile                                                                | 6 – 0                                                                  | Perù                                                                   | Coppa America 2022 - 1º turno                                          | -                                                                      | 60’                                                                    |
| 27-7-2022                                                              | Bucaramanga                                                            | Brasile                                                                | 2 – 0                                                                  | Paraguay                                                               | Coppa America 2022 - Semifinale                                        | -                                                                      | 72’                                                                    |
| 31-7-2022                                                              | Bucaramanga                                                            | Colombia                                                               | 0 – 1                                                                  | Brasile                                                                | Coppa America 2022 - Finale                                            | 1                                                                      |                                                                        |
| 2-9-2022                                                               | Lagos                                                                  | Nigeria                                                                | 0 – 3                                                                  | Brasile                                                                | Amichevole                                                             | -                                                                      | 46’                                                                    |
| 5-9-2022                                                               | Durban                                                                 | Sudafrica                                                              | 0 – 6                                                                  | Brasile                                                                | Amichevole                                                             | 2                                                                      |                                                                        |
| 10-11-2022                                                             | Fortaleza                                                              | Brasile                                                                | 1 – 2                                                                  | Canada                                                                 | Amichevole                                                             | 1                                                                      |                                                                        |
| 15-11-2022                                                             | San Paolo                                                              | Brasile                                                                | 2 – 1                                                                  | Argentina                                                              | Amichevole                                                             | -                                                                      | 87’                                                                    |
| 16-2-2023                                                              | Orlando                                                                | Giappone                                                               | 0 – 1                                                                  | Brasile                                                                | Amichevole                                                             | 1                                                                      | 81’                                                                    |
| 20-2-2023                                                              | Nashville                                                              | Brasile                                                                | 0 – 2                                                                  | Canada                                                                 | Amichevole                                                             | -                                                                      | 58’                                                                    |
| 23-2-2023                                                              | Dallas                                                                 | Stati Uniti                                                            | 2 – 1                                                                  | Brasile                                                                | Amichevole                                                             | -                                                                      | 46’                                                                    |
| 24-7-2023                                                              | Adelaide                                                               | Brasile                                                                | 4 – 0                                                                  | Panama                                                                 | Mondiali 2023 - 1º turno                                               | 1                                                                      | 59’                                                                    |
| 29-7-2023                                                              | Brisbane                                                               | Francia                                                                | 2 – 1                                                                  | Brasile                                                                | Mondiali 2023 - 1º turno                                               | 1                                                                      | 86’                                                                    |
| 2-8-2023                                                               | Melbourne                                                              | Giamaica                                                               | 0 – 0                                                                  | Brasile                                                                | Mondiali 2023 - 1º turno                                               | -                                                                      |                                                                        |
| Totale                                                                 |                                                                        | Presenze                                                               | 30                                                                     |                                                                        | Reti                                                                   | 18                                                                     |                                                                        |

## Palmarès

### Club
- National Women's Soccer League: 1

North Carolina Courage: 2018
- Copa do Brasil de Futebol Feminino: 1

Foz Cataratas: 2011
- NWSL x Liga MX Femenil Summer Cup: 1

Kansas City Current: 2024

### Nazionale
- Giochi panamericani: 1

Canada 2015

### Individuale
- Capocannoniere del campionato svedese

2014 (20 reti)